# Spathius moscus
Spathius moscus är en stekelart som beskrevs av Nixon 1943. Spathius moscus ingår i släktet Spathius och familjen bracksteklar. Inga underarter finns listade i Catalogue of Life.